# Bahnstrecke Portland–Island Pond
| Streckenlänge: | 240,63 km            |                                                  |                                                  |
| Spurweite: | 1435 mm (Normalspur) |                                                  |                                                  |
| Zweigleisigkeit: | –                    |                                                  |                                                  |
| |                      |                                                  |                                                  |
| Gesellschaft: | SLR, MNG             |                                                  |                                                  |
| \| \| \| von Portsmouth \| \| \| \| \| Portland ME ehem. Commercial St. Station (PSPR) \| \| \| \| \| Verbindungsbahn (abgebaut) \| \| \| \| 0,00 \| Portland ME India Street Station (heute MNG) \| Portland ME India Street Station (heute MNG) \| \| \| 1,92 \| Portland&Rochester Junction ME \| Portland&Rochester Junction ME \| \| \| \| nach Rochester \| \| \| \| \| Streckenende am Brückenkopf \| \| \| \| \| Back Cove \| \| \| \| 2,70 \| East Deering ME (früher Deering) \| East Deering ME (früher Deering) \| \| \| \| Presumpscot River \| \| \| \| 8,92 \| Falmouth ME \| Falmouth ME \| \| \| 14,23 \| Cumberland ME \| Cumberland ME \| \| \| 18,17 \| Yarmouth ME \| Yarmouth ME \| \| \| \| Royal River \| \| \| \| 19,57 \| Yarmouth Junction \| Yarmouth Junction \| \| \| \| Verbindung in Richtung Rockland \| \| \| \| \| Strecke Portland–Rockland \| \| \| \| \| Verbindung aus Richtung Portland \| \| \| \| 24,56 \| Dunns ME (früher North Yarmouth) \| Dunns ME (früher North Yarmouth) \| \| \| 29,63 \| Pownal ME \| Pownal ME \| \| \| 36,40 \| New Gloucester ME \| New Gloucester ME \| \| \| 41,79 \| Streckenende bei New Gloucester („New Glouster“) \| Streckenende bei New Gloucester („New Glouster“) \| \| \| \| von Cumberland \| \| \| \| 44,40 \| Danville Junction ME \| Danville Junction ME \| \| \| \| nach Bangor \| \| \| \| \| nach Lewiston \| \| \| \| 47,78 \| Lewiston Junction \| Lewiston Junction \| \| \| \| nach Lewiston \| \| \| \| \| Strecke Rumford Junction–Kennebago \| \| \| \| 51,31 \| Empire Road ME \| Empire Road ME \| \| \| 58,24 \| Mechanic Falls ME \| Mechanic Falls ME \| \| \| \| Little Androscoggin River \| \| \| \| \| Richtung Rumford \| \| \| \| 58,68 \| P&RF Crossing ME \| P&RF Crossing ME \| \| \| \| Strecke Rumford Junction–Kennebago \| \| \| \| 65,74 \| Oxford ME \| Oxford ME \| \| \| \| Little Androscoggin River \| \| \| \| \| Strecke von Norway \| \| \| \| 76,15 \| South Paris ME \| South Paris ME \| \| \| \| Little Androscoggin River \| \| \| \| 89,58 \| Bates ME (früher West Paris) \| Bates ME (früher West Paris) \| \| \| 99,46 \| Bryant’s Pond ME \| Bryant’s Pond ME \| \| \| 105,15 \| Locke Mills ME \| Locke Mills ME \| \| \| 112,80 \| Bethel ME \| Bethel ME \| \| \| 119,01 \| Allens ME (früher West Bethel) \| Allens ME (früher West Bethel) \| \| \| 128,76 \| Gilead ME \| Gilead ME \| \| \| 138,16 \| Shelburne NH \| Shelburne NH \| \| \| 147,43 \| Gorham NH \| Gorham NH \| \| \| \| Strecke Whitefield Junction–Berlin \| \| \| \| \| Cascade Switch \| \| \| \| \| Anschluss zur Cascade Mill \| \| \| \| 157,57 \| Berlin NH \| Berlin NH \| \| \| \| Anschluss zur Burgess Mill \| \| \| \| 166,62 \| Copperville NH \| Copperville NH \| \| \| 176,00 \| West Milan NH \| West Milan NH \| \| \| 179,39 \| Crystal NH \| Crystal NH \| \| \| 183,87 \| Percy NH \| Percy NH \| \| \| 187,20 \| Stark NH \| Stark NH \| \| \| 196,60 \| Groveton NH \| Groveton NH \| \| \| \| nach Woodsville \| \| \| \| 203,49 \| Mapleton NH (früher Stratford Hollow) \| Mapleton NH (früher Stratford Hollow) \| \| \| \| von Quebec Junction \| \| \| \| ? \| Mason's NH \| Mason's NH \| \| \| \| nach Lime Ridge \| \| \| \| 212,08 \| Beatties NH \| Beatties NH \| \| \| 216,55 \| North Stratford NH (A&SL Station) \| North Stratford NH (A&SL Station) \| \| \| \| Verbindung zur Strecke nach Lime Ridge \| \| \| \| \| Connecticut River \| \| \| \| \| ehem. Waldbahn zum Lewis Pond \| \| \| \| \| Gravel Pit VT \| \| \| \| 228,53 \| Wenlock VT \| Wenlock VT \| \| \| 233,64 \| East Brighton VT \| East Brighton VT \| \| \| 240,63 \| Island Pond VT \| Island Pond VT \| \| \| \| nach Montreal \| \| |                      |                                                  |                                                  |
| Strecke |                      | von Portsmouth                                   | von Portsmouth                                   |
| Betriebs-/Güterbahnhof Strecke ab hier außer Betrieb |                      | Portland ME ehem. Commercial St. Station (PSPR)  | Portland ME ehem. Commercial St. Station (PSPR)  |
| Strecke (außer Betrieb) |                      | Verbindungsbahn (abgebaut)                       | Verbindungsbahn (abgebaut)                       |
| Kopfbahnhof Strecke bis hier außer Betrieb | 0,00                 | Portland ME India Street Station (heute MNG)     | Portland ME India Street Station (heute MNG)     |
| ehemaliger Haltepunkt / Haltestelle | 1,92                 | Portland&Rochester Junction ME                   | Portland&Rochester Junction ME                   |
| Abzweig geradeaus und ehemals nach links |                      | nach Rochester                                   | nach Rochester                                   |
| |                      | Streckenende am Brückenkopf                      |                                                  |
| Brücke über Wasserlauf (Strecke außer Betrieb) |                      | Back Cove                                        | Back Cove                                        |
| Bahnhof (Strecke außer Betrieb) | 2,70                 | East Deering ME (früher Deering)                 | East Deering ME (früher Deering)                 |
| Brücke über Wasserlauf (Strecke außer Betrieb) |                      | Presumpscot River                                | Presumpscot River                                |
| Bahnhof (Strecke außer Betrieb) | 8,92                 | Falmouth ME                                      | Falmouth ME                                      |
| Haltepunkt / Haltestelle (Strecke außer Betrieb) | 14,23                | Cumberland ME                                    | Cumberland ME                                    |
| Bahnhof (Strecke außer Betrieb) | 18,17                | Yarmouth ME                                      | Yarmouth ME                                      |
| Brücke über Wasserlauf (Strecke außer Betrieb) |                      | Royal River                                      | Royal River                                      |
| Bahnhof (Strecke außer Betrieb) | 19,57                | Yarmouth Junction                                | Yarmouth Junction                                |
| Abzweig geradeaus und nach rechts (Strecke außer Betrieb) |                      | Verbindung in Richtung Rockland                  | Verbindung in Richtung Rockland                  |
| Kreuzung (Strecke geradeaus außer Betrieb) |                      | Strecke Portland–Rockland                        | Strecke Portland–Rockland                        |
| Abzweig geradeaus und von links (Strecke außer Betrieb) |                      | Verbindung aus Richtung Portland                 | Verbindung aus Richtung Portland                 |
| Haltepunkt / Haltestelle (Strecke außer Betrieb) | 24,56                | Dunns ME (früher North Yarmouth)                 | Dunns ME (früher North Yarmouth)                 |
| Bahnhof (Strecke außer Betrieb) | 29,63                | Pownal ME                                        | Pownal ME                                        |
| Haltepunkt / Haltestelle (Strecke außer Betrieb) | 36,40                | New Gloucester ME                                | New Gloucester ME                                |
| | 41,79                | Streckenende bei New Gloucester („New Glouster“) | Streckenende bei New Gloucester („New Glouster“) |
| Abzweig geradeaus und von links |                      | von Cumberland                                   | von Cumberland                                   |
| Dienststation / Betriebs- oder Güterbahnhof | 44,40                | Danville Junction ME                             | Danville Junction ME                             |
| Abzweig geradeaus und nach rechts |                      | nach Bangor                                      | nach Bangor                                      |
| Abzweig geradeaus und nach rechts |                      | nach Lewiston                                    | nach Lewiston                                    |
| Dienststation / Betriebs- oder Güterbahnhof | 47,78                | Lewiston Junction                                | Lewiston Junction                                |
| Abzweig geradeaus und von rechts |                      | nach Lewiston                                    | nach Lewiston                                    |
| Kreuzung (Querstrecke außer Betrieb) |                      | Strecke Rumford Junction–Kennebago               | Strecke Rumford Junction–Kennebago               |
| ehemaliger Haltepunkt / Haltestelle | 51,31                | Empire Road ME                                   | Empire Road ME                                   |
| Dienststation / Betriebs- oder Güterbahnhof | 58,24                | Mechanic Falls ME                                | Mechanic Falls ME                                |
| Brücke über Wasserlauf |                      | Little Androscoggin River                        | Little Androscoggin River                        |
| Abzweig geradeaus und ehemals nach rechts |                      | Richtung Rumford                                 | Richtung Rumford                                 |
| ehemaliger Haltepunkt / Haltestelle | 58,68                | P&RF Crossing ME                                 | P&RF Crossing ME                                 |
| Kreuzung (Querstrecke außer Betrieb) |                      | Strecke Rumford Junction–Kennebago               | Strecke Rumford Junction–Kennebago               |
| Dienststation / Betriebs- oder Güterbahnhof | 65,74                | Oxford ME                                        | Oxford ME                                        |
| Brücke über Wasserlauf |                      | Little Androscoggin River                        | Little Androscoggin River                        |
| Abzweig geradeaus und von links |                      | Strecke von Norway                               | Strecke von Norway                               |
| Dienststation / Betriebs- oder Güterbahnhof | 76,15                | South Paris ME                                   | South Paris ME                                   |
| Brücke über Wasserlauf |                      | Little Androscoggin River                        | Little Androscoggin River                        |
| Dienststation / Betriebs- oder Güterbahnhof | 89,58                | Bates ME (früher West Paris)                     | Bates ME (früher West Paris)                     |
| Dienststation / Betriebs- oder Güterbahnhof | 99,46                | Bryant’s Pond ME                                 | Bryant’s Pond ME                                 |
| Dienststation / Betriebs- oder Güterbahnhof | 105,15               | Locke Mills ME                                   | Locke Mills ME                                   |
| Dienststation / Betriebs- oder Güterbahnhof | 112,80               | Bethel ME                                        | Bethel ME                                        |
| ehemaliger Bahnhof | 119,01               | Allens ME (früher West Bethel)                   | Allens ME (früher West Bethel)                   |
| Dienststation / Betriebs- oder Güterbahnhof | 128,76               | Gilead ME                                        | Gilead ME                                        |
| Dienststation / Betriebs- oder Güterbahnhof | 138,16               | Shelburne NH                                     | Shelburne NH                                     |
| Dienststation / Betriebs- oder Güterbahnhof | 147,43               | Gorham NH                                        | Gorham NH                                        |
| Kreuzung geradeaus unten (Querstrecke außer Betrieb) |                      | Strecke Whitefield Junction–Berlin               | Strecke Whitefield Junction–Berlin               |
| Dienststation / Betriebs- oder Güterbahnhof |                      | Cascade Switch                                   | Cascade Switch                                   |
| Abzweig geradeaus und nach rechts |                      | Anschluss zur Cascade Mill                       | Anschluss zur Cascade Mill                       |
| Dienststation / Betriebs- oder Güterbahnhof | 157,57               | Berlin NH                                        | Berlin NH                                        |
| Abzweig geradeaus und nach rechts |                      | Anschluss zur Burgess Mill                       | Anschluss zur Burgess Mill                       |
| Dienststation / Betriebs- oder Güterbahnhof | 166,62               | Copperville NH                                   | Copperville NH                                   |
| Dienststation / Betriebs- oder Güterbahnhof | 176,00               | West Milan NH                                    | West Milan NH                                    |
| ehemaliger Haltepunkt / Haltestelle | 179,39               | Crystal NH                                       | Crystal NH                                       |
| ehemaliger Haltepunkt / Haltestelle | 183,87               | Percy NH                                         | Percy NH                                         |
| ehemaliger Haltepunkt / Haltestelle | 187,20               | Stark NH                                         | Stark NH                                         |
| Dienststation / Betriebs- oder Güterbahnhof | 196,60               | Groveton NH                                      | Groveton NH                                      |
| Abzweig geradeaus und nach links |                      | nach Woodsville                                  | nach Woodsville                                  |
| ehemaliger Bahnhof | 203,49               | Mapleton NH (früher Stratford Hollow)            | Mapleton NH (früher Stratford Hollow)            |
| Abzweig geradeaus und ehemals von links |                      | von Quebec Junction                              | von Quebec Junction                              |
| ehemaliger Haltepunkt / Haltestelle | ?                    | Mason's NH                                       | Mason's NH                                       |
| Abzweig geradeaus und ehemals nach rechts |                      | nach Lime Ridge                                  | nach Lime Ridge                                  |
| ehemaliger Haltepunkt / Haltestelle | 212,08               | Beatties NH                                      | Beatties NH                                      |
| Dienststation / Betriebs- oder Güterbahnhof | 216,55               | North Stratford NH (A&SL Station)                | North Stratford NH (A&SL Station)                |
| Abzweig geradeaus und nach rechts |                      | Verbindung zur Strecke nach Lime Ridge           | Verbindung zur Strecke nach Lime Ridge           |
| Brücke über Wasserlauf |                      | Connecticut River                                | Connecticut River                                |
| Abzweig geradeaus und ehemals nach rechts |                      | ehem. Waldbahn zum Lewis Pond                    | ehem. Waldbahn zum Lewis Pond                    |
| ehemaliger Dienststation / Betriebs- oder Güterbahnhof |                      | Gravel Pit VT                                    | Gravel Pit VT                                    |
| Dienststation / Betriebs- oder Güterbahnhof | 228,53               | Wenlock VT                                       | Wenlock VT                                       |
| Dienststation / Betriebs- oder Güterbahnhof | 233,64               | East Brighton VT                                 | East Brighton VT                                 |
| Dienststation / Betriebs- oder Güterbahnhof | 240,63               | Island Pond VT                                   | Island Pond VT                                   |
| Strecke |                      | nach Montreal                                    | nach Montreal                                    |

Die Bahnstrecke Portland–Island Pond ist eine Eisenbahnhauptstrecke in Maine, New Hampshire und Vermont (Vereinigte Staaten). Sie ist Teil der Eisenbahnverbindung von Portland (Maine) nach Montreal. Der Personenverkehr wurde 1967 eingestellt, Güterverkehr besteht noch zwischen New Gloucester und Island Pond und wird durch die St. Lawrence and Atlantic Railroad durchgeführt. Ein kurzer Abschnitt im Stadtgebiet von Portland bis East Deering ist stillgelegt und dient teilweise heute dem Maine Narrow Gauge Railroad Museum als Trasse für ihre Museumsbahn. Der Streckenabschnitt von East Deering bis hinter New Gloucester ist außer Betrieb, aber noch nicht offiziell stillgelegt.

## Geschichte
1845 gründete John Alfred Poor in Portland die Atlantic and St. Lawrence Railroad mit dem Ziel, eine Bahnstrecke von Portland in Richtung Montreal zu bauen. In Kanada gründete ein befreundeter Geschäftsmann die St. Lawrence and Atlantic Railway, die die Strecke von Montreal aus bauen sollte. In Island Falls (Vermont) sollten die beiden Strecken aufeinander treffen. Da weite Teile des damals bestehenden Bahnnetzes in Kanada die Kolonialspur, also 5½ Fuß (1676 mm), hatten, einigte man sich auch auf diese Spur. Gleichzeitig wollte man damit erschweren, dass kanadische Kunden ihre Transportgüter nach Boston fahren ließen, von wo aus ebenfalls eine Strecke in Richtung Montreal in Planung war, allerdings in Normalspur (1435 mm). Am 20. August 1846 begann der Bau von Portland aus. Die Strecke wurde abschnittsweise wie folgt eröffnet:
| Datum             | Streckenabschnitt                    |
| ----------------- | ------------------------------------ |
| 20. Juli 1848     | Portland ME India Street–Yarmouth ME |
| 25. November 1848 | Yarmouth ME–Danville ME              |
| 4. Februar 1849   | Danville ME–Mechanic Falls ME        |
| September 1849    | Mechanic Falls ME–Oxford ME          |
| 8. Juni 1850      | Oxford ME–South Paris ME             |
| März 1851         | South Paris ME–Bethel ME             |
| 10. Juni 1851     | Bethel ME–West Bethel ME             |
| Anfang Juli 1851  | West Bethel ME–Gilead ME             |
| 23. Juli 1851     | Gilead ME–Gorham NH                  |
| 12. Juli 1852     | Gorham NH–Groveton NH                |
| Herbst 1852       | Groveton NH–North Stratford NH       |
| 4. April 1853     | North Stratford NH–Island Pond VT    |

Im Oktober 1846 hatte auch die kanadische Gesellschaft von Longueuil am Sankt-Lorenz-Strom gegenüber von Montreal aus mit dem Bahnbau begonnen. Die Verbindung bei Island Pond ging am 11. Juli 1853 in Betrieb. Bereits am 1. Juli jenes Jahres erwarb die Grand Trunk Railway die kanadische Gesellschaft, die ab dem 5. August auch die Atlantic&St. Lawrence pachtete.
Nachdem schon bald viele kanadische Strecken auf Normalspur umgebaut worden waren, erwies sich auch auf der Strecke Portland–Montreal die Kolonialspur als nicht mehr zeitgemäß. Ab 1871 hatte die Strecke keine Verbindung mehr zu anderen Bahnen. Innerhalb von nur 12 Stunden in der Nacht vom 25. zum 26. September 1874 nagelte man daher die gesamte Strecke von Portland bis Montreal auf 1435 Millimeter Spurweite um. Daraufhin wurden im Raum Portland auch Verbindungsstrecken zu den anderen Bahngesellschaften gebaut. Da die Strecke sich regen Verkehrs erfreute, wurde der alte Endbahnhof in Portland bald zu klein. Dennoch dauerte es bis zum 4. November 1903, bis ein neues größeres Empfangsgebäude eröffnet werden konnte. Entworfen vom Architekturbüro Spier&Rohns besaß der Bau einen hohen Uhrenturm sowie eine mit rotem Granit verzierte Fassade. Zwei kleinere runde Türme flankierten den Haupteingang.
Nach 1916 ging das Transportaufkommen zunehmend zurück, da einerseits die Wirtschaft durch den Krieg geschwächt war und andererseits mit Flugzeugen und Straßenfahrzeugen andere Transportmittel zur Verfügung standen. 1923 ging die Grand Trunk Railway in den Canadian National Railways auf. Die neue Bahnverwaltung entschied, ihre zu verschiffenden Güter mehr zu kanadischen Häfen in Halifax und St. John zu transportieren, als zu US-amerikanischen, um Exportkosten zu sparen. Auch das brachte einen deutlichen Rückgang der Transportzahlen.
Nach dem Zweiten Weltkrieg nahmen die Fahrgastzahlen weiter drastisch ab. Nachdem 1948 schon der Turm des Bahnhofsgebäudes in Portland abgerissen worden war, fiel im März 1966 auch der Rest des Gebäudes der Abrissbirne zum Opfer. Nachdem schon ab 1960 nur noch einmal pro Woche in der Sommersaison ein Expresszug zwischen Portland und Montreal verkehrte, endete der Personenverkehr auf der Strecke am 12. August 1967 ganz.
Im Januar 1984 brannte die Back-Cove-Brücke in Portland ab, und wurde auch danach nicht wieder aufgebaut. Die Strecke vom nördlichen Brückenkopf bei East Deering und Portland India Street sowie das Verbindungsgleis zum Güterbahnhof an der Commercial Street wurden stillgelegt. Auf der Trasse zwischen India Street und dem südlichen Brückenkopf der Back-Cove-Brücke errichtete das 1993 eröffnete Maine Narrow Gauge Railroad Museum eine Museumsbahn in der in Maine früher üblichen Schmalspurweite von 610 Millimetern. Am 22. Mai 1989 verkaufte die Canadian National die gesamte Strecke an die Emons Transportation Group für 12 Millionen US-Dollar. Diese gründete die St. Lawrence and Atlantic Railroad mit Sitz in Island Pond und betreibt seitdem den Güterverkehr auf der Strecke.
Von Dezember 1993 bis Anfang 1997 verkehrte in der Wintersaison der Sunday River Silver Bullet Ski Express zwischen East Deering und dem Wintersportort Bethel, teilweise sogar täglich. Der Betrieb rentierte sich jedoch nicht und wurde im Herbst 1997 nicht wieder aufgenommen. Am 27. November 2013 stellte die St. Lawrence&Atlantic den Güterverkehr zwischen East Deering und dem Streckenpunkt New Glouster (km 41,79) ein und beantragte die Stilllegung dieses Abschnitts.

## Streckenbeschreibung
Der Ausgangsbahnhof der Strecke befand sich in Portland direkt am Strand östlich der Kreuzung India Street/Commercial Street. Hier befindet sich heute das Schmalspurbahnmuseum. Die Strecke verlief zunächst entlang der Strandpromenade bis zur Back-Cove-Brücke. Auf diesem Abschnitt liegt heute das Gleis des Museums in einer Spurweite von 610 Millimetern. Die Drehbrücke steht zwar noch, ist jedoch seit dem Brand 1984 nicht mehr befahrbar. Die Gleise beginnen unmittelbar am nördlichen Brückenkopf. Das Stück von hier bis zum Güterbahnhof East Deering wurde zuletzt noch als Rangiergleis benutzt. Seit 2013 ist der Abschnitt von hier bis kurz vor Danville Junction jedoch außer Betrieb und steht vor der Stilllegung. Kurz nach dem Bahnhof East Deering überquert die Bahn den Presumpscot River und verlässt dabei das Stadtgebiet von Portland. Parallel zur Küste verläuft die Strecke nordöstlich weiter bis Yarmouth, wo sie nach Norden abbiegt und die südliche Hauptstrecke der Pan Am Railways niveaugleich kreuzt. Entlang dem Royal River bewegt sich die Trasse weiter bis Danville, wo die nördliche Pan-Am-Hauptstrecke ebenfalls niveaugleich gekreuzt wird. An beiden Kreuzungen bestehen Verbindungsgleise.
Nach Danville biegt die Bahn nach Nordwesten ab und erreicht nach wenigen Kilometern Lewiston Junction, wo über ein Gleisdreieck die Stichstrecke nach Lewiston abzweigt. Bei Mechanic Falls quert die Strecke den Little Androscoggin River. Hier kreuzte früher die Strecke der Portland and Rumford Falls Railway. Die Trasse verläuft parallel zum Fluss weiter und kreuzt ihn erneut in South Paris, wo auch die kurze Stichstrecke nach Norway abzweigt. In West Paris, unmittelbar vor dem ehemaligen Bahnhof, befindet sich eine weitere Flussbrücke. Hier verlässt die Strecke den Fluss und führt weiter nordwärts entlang mehrerer Seen bis Locke Mills. Östlich der Stadt überquert die Bahn den Round Pond auf einem Damm und verläuft ab hier westwärts. In Bethel trifft die Strecke auf den Androscoggin River, den sie bis Berlin an dessen Südufer begleitet.
In Berlin befinden sich verschiedene Industrieanschlüsse, die früher der Berlin Mills Railway gehörten, inzwischen aber in den Besitz der St. Lawrence&Atlantic übergegangen sind. Die Strecke verlässt nun das Flusstal und verläuft bis Groveton über einen Höhenzug. In Groveton biegt die Trasse in das Tal des Connecticut River ab, den sie bei North Stratford quert. Danach verläuft die Strecke erneut über einen Höhenzug und erreicht schließlich Island Pond am gleichnamigen See. Die Bahn geht hier in die Strecke nach Montreal über.

## Personenverkehr
Im Mai 1869 fuhren ein Expresszug Portland–Montreal, ein Expresszug zwischen Portland und South Paris sowie ein Personenzug von Portland nach Island Pond. Diese Züge hielten zwar an allen Stationen, dennoch benötigte der Express für die Strecke bis Island Pond acht Stunden und 50 Minuten, der Personenzug 15 Stunden und 20 Minuten.
Der Fahrplan vom 28. September 1913 sah an Werktagen zwei Expresszüge Portland–Montreal sowie einen Personenzug Portland–Island Pond vor. An Sonntagen fuhr nur ein Expresszug Portland–Montreal. Die Fahrzeit zwischen Portland und Island Pond betrug für die Expresszüge fünf Stunden und 35 Minuten, für den Personenzug sechs Stunden.
Nach dem Fahrplan vom 7. Januar 1934 gab es damals nur noch einen täglich verkehrenden Expresszug Portland–Montreal, der für die Strecke bis Island Pond fünf Stunden und zehn Minuten, in Richtung Portland sogar nur vier Stunden und 45 Minuten benötigte.